# Reprezentacja Azerbejdżanu w hokeju na trawie kobiet
Reprezentacja Azerbejdżanu w hokeju na trawie kobiet - żeńska reprezentacja narodowa w tej dyscyplinie.

## Osiągnięcia

### Mistrzostwa Europy
- 9. miejsce - 2003
- nie uczestniczyła - 2005
- 5. miejsce - 2007
- 6. miejsce - 2009
- 7. miejsce - 2011
- nie uczestniczyła - 2013
- nie uczestniczyła - 2015
- nie uczestniczyła - 2017
- nie uczestniczyła - 2019
- nie uczestniczyła - 2021
- nie uczestniczyła - 2023